# Reichelnunatak
Reichelnunatak är en nunatak i Antarktis. Den ligger i Östantarktis. Nya Zeeland gör anspråk på området. Toppen på Reichelnunatak är 2 219 meter över havet.
Terrängen runt Reichelnunatak är platt åt sydväst, men åt nordost är den kuperad. Trakten är obefolkad. Det finns inga samhällen i närheten.